# الروضه
الروضه (صنعاء) (به عربی: الروضة) یک منطقهٔ مسکونی در یمن است که در صنعا واقع شده‌است.